# Династия Пахлави
Династия Пахлави (на персийски: دودمان پهلوی‎‎) е иранска династия, която управлява Иран от 1925 г. до 1979 г., когато монархията е свалена в резултат на иранската революция.
Династията е основана от Реза Шах Пахлави през 1925 г., бивш бригаден генерал от Персийската казашка бригада, чието царуване продължава до 1941 г., когато е принуден да абдикира от съюзниците след англо-съветската инвазия. Наследен е от сина си, Мохамед Реза Пахлави, последният шах на Иран.
Сблъсквайки се с нарастващото обществено недоволство и бунтове в цялата страна през 1978 г., Мохамед Реза Шах Пахлави заминава в изгнание заедно със семейството си през февруари 1979 г., което предизвика поредица от събития, които бързо водят до разпадането на държавата. На 11 февруари 1979 г. официално се слага край на 2500-годишната монархия в Иран. След смъртта на Мохамед Реза Пахлави на 27 юли 1980 г., синът му Реза Кир Пахлави става глава на династията Пахлави.

## История

### Възкачване
През 1925 г. Реза Хан, бивш бригаден генерал от Персийската казашка бригада, сваля Династия Каджар и се обявява за шах, приемайки името на Пахлави, на името на езика Пахлави, говорен по времето на Сасанидската империя. До средата на 1930–те години, силната светска власт на Реза Шах Пахлави причинява недоволство сред някои групи, особено сред духовенството, които се противопоставят на реформите му, но средната и над средната класа на Иран харесва това, което прави Пахлави. През 1935 г. Реза Шах Пахлави издава указ за чуждестранните делегати да използват терминът Иран чрез официалната кореспонденция, в съответствие с факта, че „Персия“ е термин, използван от западните народи за страната, наречена „Иран“ на персийски. Неговият наследник Мохамед Реза Пахлави, обявява през 1959 г., че и Персия и Иран са приемливи и могат да се използват като взаимозаменяеми.
Реза Шах Пахлави се опитва да избегне съюз с Великобритания и Съветския съюз. Въпреки че много от неговите проекти за развитие изискват външна техническа експертиза, той избягва възлагането на договори с британски и съветски компании. Въпреки че Великобритания чрез собствеността си в англо-иранска нефтена компания, контролираща всички петролни ресурси на Иран, Реза Шах Пахлави предпочита да получи техническа помощ от Германия, Франция, Италия и други европейски страни. Това създава проблеми за Иран след 1939 г., когато Германия и Великобритания стават врагове през Втората световна война. Реза Шах Пахлави обявява Иран като неутрална страна, но Великобритания настоява, че германските инженери и техници в Иран са шпиони с мисии да саботират британските петролни съоръжения в югозападната част на Иран. Великобритания настоява Иран да експулсира всички германски граждани, но Реза Шах Пахлави отказва, твърдейки, че това ще повлияе неблагоприятно за неговите проекти за развитие.

### Втора световна война
На 13 септември 1943 г. съюзниците уверяват иранците, че всички чуждестранни войски ще напуснат страната до 2 март 1946 г. По това време комунистическата партия на Иран, която вече е влиятелна и има парламентарно представителство, става все по-войнствена, особено в северната част. Това насърчава действия от страна на правителството, включително опити на иранските въоръжени сили за възстановяване на реда в северните провинции. Докато централата на партията в Техеран е превзета, а структурата в Исфахан разбита, съветските войски, намиращи се в най-северните части на страната предотвратяват иранските сили да преминат. По този начин от ноември 1945 г. е формирана Автономна република Азербайджан, подпомогната от партията на комунистите. Това марионетно правителство на Съветския съюз продължава само до ноември 1946 г.

### Студена война
Мохамед Реза Пахлави заменя баща си на престола на 16 септември 1941 г. Той иска да продължи политиката на реформи, но сблъсък за контрол на правителството скоро избухва между него и по-стар политик, националистът Мохамед Мосадег.
През 1951 г. Меджлиса (парламента на Иран) избира Мохамед Мосадег като нов премиер чрез гласуване в съотношение 79 – 12, който скоро след това национализира британската петролна индустрия. Мосадег се противопоставя на шаха, който се бои от петролно ембарго, наложено от Запада, което би поставило Иран в икономическа разруха. Шахът бяга от Иран, но се връща, когато Обединеното кралство и Съединените щати организират преврат срещу Мосадег през август 1953 г. След това Мосадег е арестуван от армейските сили, верни на шаха.
Значителни планове за изграждане на инфраструктурата на Иран са предприети, нова средна класа започва да процъфтява и за по-малко от две десетилетия Иран се превръща в безспорна голяма икономическа и военна сила в Близкия изток.

### Падане на династията
До средата на 1970–те години, позовавайки се на увеличените приходи от петрола, Мохамед Реза започва поредица от още по-амбициозни и смели планове за напредък на страната си и на поход към „Бяла революция“. Но социално-икономическите постижения все повече дразнят духовенството. Ислямските лидери, особено аятолах Рухолах Хомейни, който е в изгнание са в състояние да съсредоточат това недоволство с ислямските принципи, които призовават за свалянето на режима на шаха и връщане към ислямските традиции. Режимът на Пахлави пада след надигащото се недоволство през 1978 г. и 1979 г., когато избухва Ислямска революция.
Мохамед Реза бяга от страната, търсейки медицинска помощ в Египет, Мексико, САЩ и Панама. Впоследствие се преселва със семейството си в Египет като гост на Ануар Садат. След смъртта си Мохамед Реза е наследен от сина си, принц Реза Кир Пахлави, който става глава на династията Пахлави. Реза Пахлави и съпругата му живеят в Съединените щати в Потомак, щата Мериленд, с трите си дъщери.
- Коронацията на Мохамед Пахлави като шах на Иран.

## Глави на династия Пахлави
| Име            | Име                  | Портрет              | Семейна връзка              | Роден-починал  | От                   | До                   |
| Шахове на Иран | Шахове на Иран       | Шахове на Иран       | Шахове на Иран              | Шахове на Иран | Шахове на Иран       | Шахове на Иран       |
| -------------- | -------------------- | -------------------- | --------------------------- | -------------- | -------------------- | -------------------- |
| 1              | Реза Шах Пахлави     | Реза Шах Пахлави I   | Син на Абас Али             | 1878 – 1944    | 15 декември 1925 г.  | 16 септември 1941 г. |
| 2              | Мохамед Реза Пахлави | Мохамед Реза Пахлави | Син на Реза Шах             | 1919 – 1980    | 16 септември 1941 г. | 11 февруари 1979 г.  |
| Претенденти    |                      |                      |                             |                |                      |                      |
| 1              | Мохамед Реза Пахлави | Мохамед Реза Пахлави | Син на Реза Шах             | 1919 – 1980    | 11 февруари 1979 г.  | 27 юли 1980 г.       |
| 2              | Реза Кир Пахлави     | Реза Пахлави II      | Син на Мохамед Реза Пахлави | 1960–          | 27 юли 1980 г.       | Настояще             |